# Бекирбаев, Керим Бекирович
Керим Бекирович Бекирбаев (1928—1997) — советский авиаконструктор, Герой Социалистического Труда.

## Биография

### Ранние годы
Родился 13 октября 1928 года в городе Днепропетровск Украинской ССР (ныне — Украина). Отец — крымский татарин, мать — русская. Из семьи служащих (отец — горный инженер, мать — преподаватель). В 1931 году семья переехала в город Таганрог, где Керим учился в школе. В 1941—1943 годах пережил немецкую оккупацию. С 1943 года учился в Таганрогском авиационном техникуме и в вечерней школе рабочей молодёжи (окончил в 1946 году).

### Работа в авиационной промышленности
С 1952 года начал работать в авиационной промышленности на Московском машиностроительном заводе «Скорость». В 1952—1997 гг. — инженер-аэродинамик, ведущий инженер по лётным испытаниям, начальник бригады отдела лётных испытаний, начальник отдела лётных испытаний лётно-испытательного комплекса, ведущий конструктор, заместитель главного конструктора по испытаниям, исполняющий обязанности главного конструктора, главный конструктор по лётным испытаниям, главный конструктор и начальник Лётно-испытательного комплекса ММЗ «Скорость» Министерства авиационной промышленности СССР.
Защитил кандидатскую диссертацию (1967). После выхода на пенсию продолжал работать ведущим научным сотрудником в Центральном аэрогидродинамическом институте имени профессора Н. Е. Жуковского.

### Смерть
Жил в Москве, умер 23 июля 1997 года. Похоронен в Жуковском на Быковском кладбище.

## Награды и звания
- Герой Социалистического Труда (23.06.1981)
- Орден Ленина (23.06.1981)
- Орден Октябрьской Революции (26.04.1971)
- Орден «Знак Почёта» (22.07.1966)
- Лауреат Государственной премии СССР (1977)
- Почётный авиастроитель СССР (28.09.1988)[2]

## Память

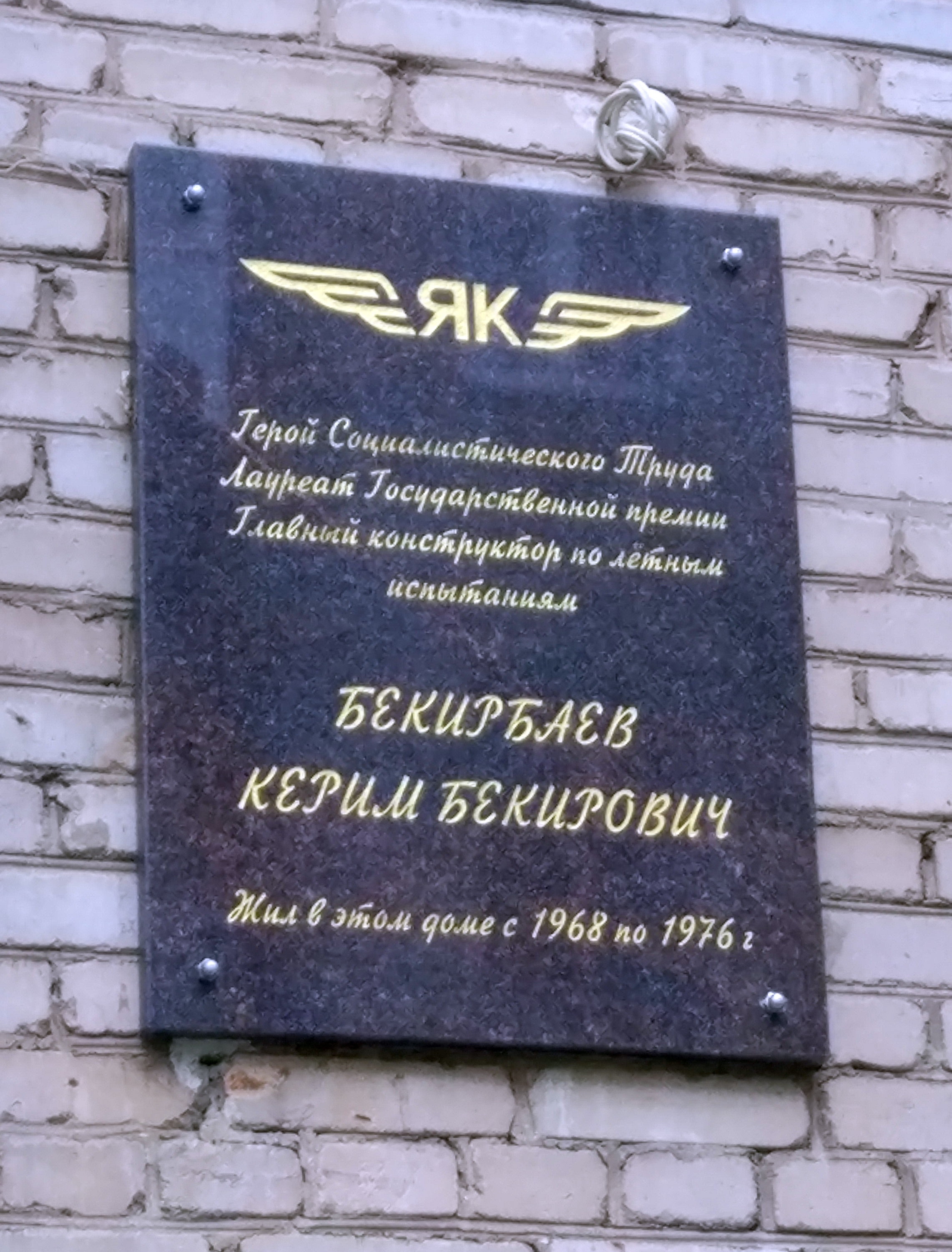
Мемориальная доска памяти К. Б. Бекирбаева в г. Жуковском

- На жилом доме по адресу ул. Чкалова д. 13 в г. Жуковском, где Бекирбаев жил с 1968 по 1976 годы, установлена мемориальная доска